# Orthopsyche peta
Orthopsyche peta là một loài Trichoptera trong họ Hydropsychidae. Chúng phân bố ở miền Australasia.